# Sisymbrium gamosepalum
Sisymbrium gamosepalum är en korsblommig växtart som beskrevs av Ian Charleson Hedge. Sisymbrium gamosepalum ingår i släktet gatsenaper, och familjen korsblommiga växter. Inga underarter finns listade i Catalogue of Life.